# Cussonia bancoensis
Cussonia bancoensis là một loài thực vật có hoa trong Họ Cuồng cuồng. Loài này được Aubrév. & Pellegr. mô tả khoa học đầu tiên năm 1937 publ. 1938.